# Аксаматово (станция)
Аксама́тово — станция Казанского региона обслуживания Горьковской железной дороги РЖД, расположена в посёлке городского типа Медведево Республики Марий Эл. Находится на линии Зелёный Дол — Яранск. С 1 июля 2014 года по 3 июля 2015 года пригородные перевозки по станции не осуществлялись.

## Перспективы
Станция находится на тупиковой ветке Зелёный Дол — Яранск. В 2019 году активно обсуждалось продление ветки до Котельнича в проекте строительства отрезка Яранск — Котельнич. В начале 2020 проект перенесён в планы до 2030 года. Строительство соединит северную и южную ветку Транссибирской магистрали.

## Известные уроженцы
Казакова Анна Ильинична (1920—1989) — советский партийный и государственный руководитель. Заместитель Председателя Совета Министров Марийской АССР (1962—1972), министр культуры Марийской АССР (1958—1962). Член ВКП(б) с 1948 года.